# Cazaril-Laspènes
Cazaril-Laspènes település Franciaországban, Haute-Garonne megyében. Lakosainak száma 14 fő (2022. január 1.). Cazaril-Laspènes Moustajon, Bagnères-de-Luchon, Saccourvielle, Saint-Aventin és Trébons-de-Luchon községekkel határos.

## Népesség
A település népességének változása:
| Lakosok száma | 30   | 17   | 19   | 19   | 23   | 27   | 24   | 21   | 16   | 14   |
|               | 1968 | 1982 | 1999 | 2006 | 2011 | 2015 | 2017 | 2018 | 2020 | 2022 |